# Ricky Brabec
Richard William Brabec (n. 21 de abril de 1991 en San Bernardino, estado de California, EE. UU.). Es un piloto de Motociclismo estadounidense, que destaca en las especialidades de motocross, enduro y sobre todo de Rally raid.

## Carrera Deportiva
En su primera participación en el Rally Dakar en la edición 2016 consiguió un meritorio 9.º puesto en la clasificación general. En la edición de 2018 abandonó la prueba en la etapa 13 cuando marchaba en la sexta posición.
En el Rally Dakar 2019 en la disputa de la octava de diez etapas, y cuando marchaba en la primera posición de la clasificación general quedó fuera de carrera al romperse el motor de su motocicleta Honda.
En el Rally Dakar 2020 se coronaría campeón por 1.ª vez en la historia, convirtiéndose en el primer motociclista estadounidense en ganar un Rally Dakar, además de romper la sequía de Honda, que llevaba varios años sin ganar, tras un extenso dominio de KTM.
En la edición 2024 se consagró campeón por segunda ocasión del Rally Dakar, superando a Ross Branch por una diferencia de 10 minutos y 53 segundos tras afianzar el liderato de la carrera en la sexta etapa, consiguiendo su segundo touareg. 

## Resultados

### Rally Dakar
| Año     | Clase | Vehículo | Posición | Victorias de etapa |
| ------- | ----- | -------- | -------- | ------------------ |
| 2016    | Motos | Honda    | 9.º      | -                  |
| 2017    | Motos | Honda    | Ret.     | 1                  |
| 2018    | Motos | Honda    | Ret.     | -                  |
| 2019    | Motos | Honda    | Ret.     | 1                  |
| 2020    | Motos | Honda    | 1.º      | 2                  |
| 2021    | Motos | Honda    | 2.º      | 3                  |
| 2022    | Motos | Honda    | 7.º      | 3                  |
| 2023    | Motos | Honda    | Ret.     | 1                  |
| 2024    | Motos | Honda    | 1.º      | 1                  |
| 2025    | Motos | Honda    | 5.º      | 1                  |
| Fuente: |       |          |          |                    |

### Campeonato Mundial de Rally Raid (FIM)
| Año     | Clase | Vehículo | Posición | Puntaje | Victorias         |
| ------- | ----- | -------- | -------- | ------- | ----------------- |
| 2022    | Motos | Honda    | 2.º      | 59      | -                 |
| 2023    | Motos | Honda    | 9.º      | 38      | -                 |
| 2024    | Motos | Honda    | 4.º      | 63      | 2 (Dakar,Ruta 40) |
| Fuente: |       |          |          |         |                   |

### Otras competencias
- 2014
  - Baja 1000 2014 : 1.º
  - Baja 500 2014 : 1.º
  - San Felipe 250 2014 : 1.º
- 2015
  - Abu Dhabi Desert Challenge 2015: 5.º
- 2016
  - Atacama Rally 2016: 7.º
  - Merzouga Rally 2016 : 6.º
- 2017
  - Rallye du Maroc 2017: 3.º
- 2018
  - Abu Dhabi Desert Challenge 2018: 6.º
  - Atacama Rally 2018: 9.º
  - Desafío Ruta 40 2018 : 5.º
  - Rallye du Maroc 2018: 3.º
- 2022
  - Abu Dhabi Desert Challenge: 2.º
- 2023
  - Desafío Ruta 40 2023: 3.º
- 2024
  - Desafío Ruta 40 2014 : 1.º